# Rudolf Uhlenhaut

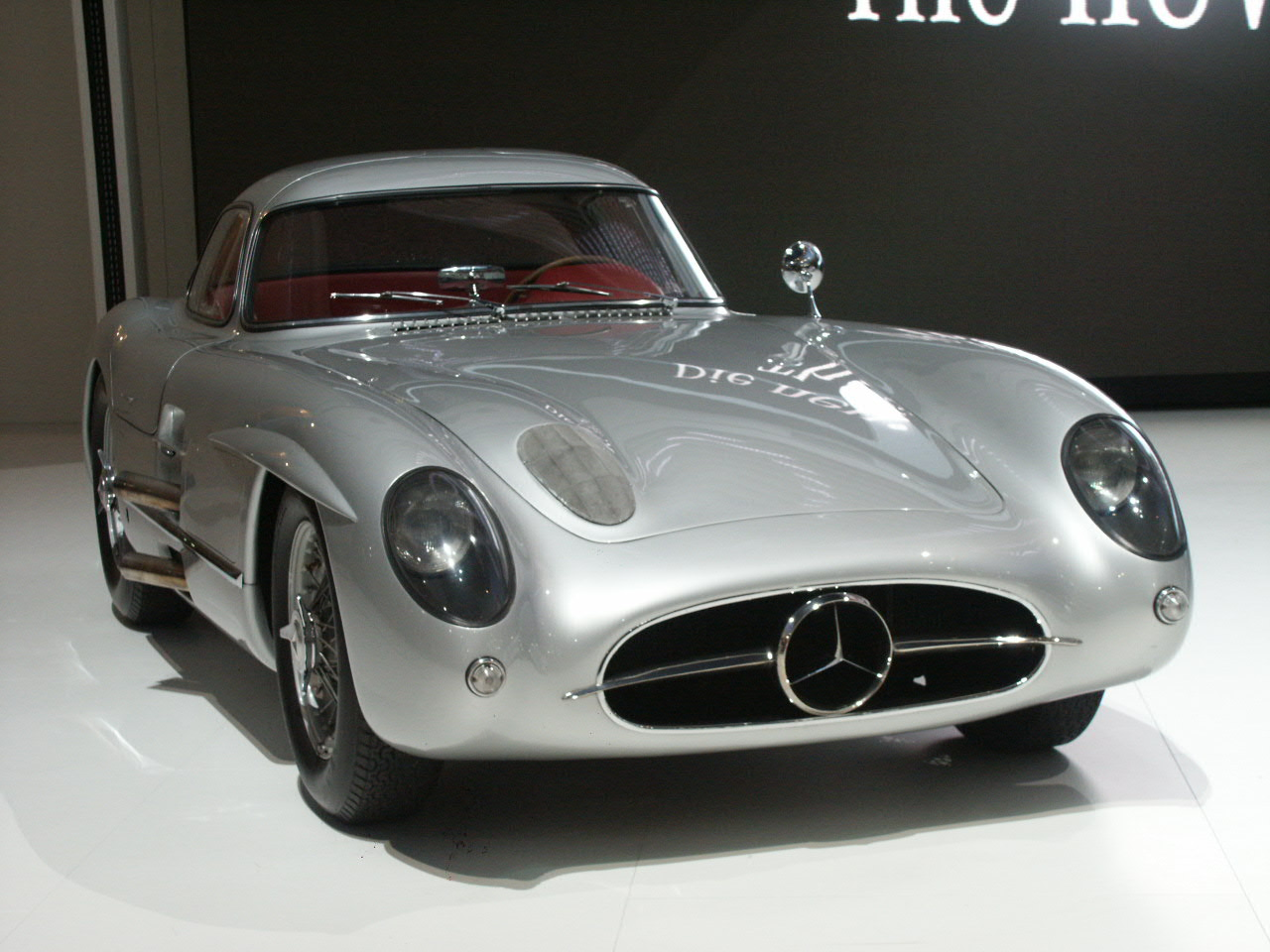
Uhlenhaut använde denna Mercedes-Benz 300 SLR ”Uhlenhaut Coupé” som tjänstebil i mitten av 1950-talet.

Rudolf Uhlenhaut, född den 15 juli 1906 i London, död den 8 maj 1989 i Stuttgart, var en tysk ingenjör.
Uhlenhaut föddes i Storbritannien med en tysk far och en brittisk mor. Familjen flyttade till Tyskland i samband med första världskrigets utbrott.
Efter sin examen 1931 började Uhlenhaut arbeta som testingenjör hos Daimler-Benz AG. 1936 gick han vidare till företagets utvecklingsavdelning för tävlingsbilar. När andra världskriget bröt ut lades tävlingsverksamheten ned och Uhlenhaut arbetade istället med flygmotorer. Efter kriget arbetade han för britterna med återuppbyggnadsprojekt i det krigshärjade Tyskland. 
1948 återanställdes Uhlenhaut av Daimler-Benz. När företaget planerade för sin återkomst till biltävlingar igen blev han ansvarig för konstruktionen av tävlingsbilarna Typ 300 SL och Typ 300 SLR.
Efter Le Mans-katastrofen 1955 lade Daimler-Benz ännu en gång ned tävlingsverksamheten och Uhlenhaut blev utvecklingschef för företagets personbilar, en position han innehade fram till pensionen 1972.